# Ivan Šolc
Ivan Šolc (20. května 1927, Praha – 13. května 2013) byl český fyzik.
Po ukončení gymnázia studoval fyziku a astronomii na Univerzitě Karlově. Svůj život zasvětil aplikované fyzice, pracoval ve Výzkumném ústavu pro monokrystaly a následně na pracovišti turnovské Optické dílny AsÚ ČSAV Ondřejov, dnes Ústavu fyziky plazmatu AV ČR.
Byl autorem mnoha vědeckých publikací doma i v zahraničí, k jeho nejvýznamnějším objevům patří Šolcův optický dvojlomný filtr.
Za přínos v technických vědách byl v roce 2007 oceněn Akademií věd ČR medailí Františka Křižíka.
Ivan Šolc byl nejenom vynikajícím fyzikem, ale též filozofem, skvělým muzikantem, radioamatérem, aktivním Sokolem. Obdivuhodné byly i jeho znalosti živé i neživé přírody.
V roce 2010 se stal čestným občanem města Turnov.
Poslední ocenění, Pocta hejtmana libereckého kraje významným osobnostem, mu byla předána v roce 2012.